# Município Benguela
Município Benguela är en kommun i Angola.   Den ligger i provinsen Benguela, i den västra delen av landet, 400 km söder om huvudstaden Luanda.
Omgivningarna runt Município Benguela är i huvudsak ett öppet busklandskap. Runt Município Benguela är det ganska glesbefolkat, med 24 invånare per kvadratkilometer.